# Sankt Nikolai im Sausal
Sankt Nikolai im Sausal  är en ort och kommun i Österrike. Den ligger i distriktet Leibnitz i förbundslandet Steiermark.
Kommunen består av elva orter (Ortschaften) (inom parentes invånarantal 1 januari 2024):

- Flamberg (319)
- Greith (30)
- Grötsch (185)
- Lamperstätten (411)
- Mitteregg (119)
- Mollitsch (77)
- Oberjahring (192)
- Petzles (138)
- Sankt Nikolai im Sausal (318)
- Unterjahring (101)
- Waldschach (446)